# Khandjari
Een khandjari of khanjani is een muziekinstrument uit onder meer de Hindoestaanse muziek. Het wordt gebruikt in India en Suriname en is ook bekend in Tibetaanse muziek.
Het instrument heeft weg van een tamboerijn en heeft geen of slechts enkele belletjes aan de randen. Er zit een vel op dat als een membranofoon werkt.